# 40th Anniversary BEST IKIGAI 2024
「40th Anniversary BEST IKIGAI 2024」（フォーティース アニバーサリー ベスト イキガイ 2024）は、2024年10月23日に発売された爆風スランプのベスト・アルバム。発売元はソニー・ミュージックダイレクト。

## 概要
爆風スランプのデビュー40周年記念にあたってメンバーが再集結の上で制作され、史上初となる全曲メンバーセレクトの2枚組ベスト盤。DISC1はリテイク、DISC2はリマスターとなっている。
初収録作品に新曲「IKIGAI （Album Ver.）」、サンプラザ中野くんの「流山マイラブ」、ファンキー末吉の「坂出マイラブ」、「Runner（中文版）」がある。

## 収録曲

### DISC 1
| 全編曲: BAKUFU-SLUMP、中崎英也、バナナ、竹中尚人、福田裕彦、松原幸広、新川博、ヤン富田、中村聡、井上鑑。 |                       |                                |                |       |
| # | タイトル              | 作詞                           | 作曲           | 時間  |
| 1. | 「IKIGAI Album Ver.」 | サンプラザ中野くん             | ファンキー末吉 | 3:47  |
| 2. | 「坂出マイ・ラブ」    | サンプラザ中野                 | ファンキー末吉 | 4:11  |
| 3. | 「流山マイ・ラブ」    | サンプラザ中野                 | サンプラザ中野 | 2:22  |
| 4. | 「神話」              | サンプラザ中野                 | バーベＱ和佐田 | 4:24  |
| 5. | 「War」               | サンプラザ中野                 | バーベＱ和佐田 | 3:44  |
| 6. | 「リゾ・ラバ」        | サンプラザ中野                 | ファンキー末吉 | 4:27  |
| 7. | 「月光」              | サンプラザ中野                 | パッパラー河合 | 4:23  |
| 8. | 「Runner（中文版）」  | サンプラザ中野                 | ファンキー末吉 | 4:42  |
| 9. | 「まっくろけ」        | サンプラザ中野                 | ファンキー末吉 | 4:23  |
| 10. | 「えらいこっちゃ」    | ファンキー末吉・サンプラザ中野 | ファンキー末吉 | 5:03  |
| 11. | 「たいやきやいた」    | ファンキー末吉・サンプラザ中野 | ファンキー末吉 | 4:41  |
| 12. | 「耳たぶ〜目ん玉」    | パッパラー河合                 | パッパラー河合 | 2:14  |
| 合計時間:                                                                                                | 合計時間:             | 合計時間:                      | 合計時間:      | 48:21 |

### DISC2
| #         | タイトル                                | 作詞                           | 作曲           | 時間  |
| --------- | --------------------------------------- | ------------------------------ | -------------- | ----- |
| 1.        | 「週刊東京「少女A」」                   | サンプラザ中野                 | 中崎英也       | 3:01  |
| 2.        | 「嗚呼! 武道館」                        | サンプラザ中野・パッパラー河合 | バナナ         | 8:14  |
| 3.        | 「おしゃれな東京タワー」                | サンプラザ中野                 | ファンキー末吉 | 4:19  |
| 4.        | 「らくだ」                              | サンプラザ中野                 | ファンキー末吉 | 8:01  |
| 5.        | 「THE BLUE BUS BLUES」                  | サンプラザ中野                 | パッパラー河合 | 4:58  |
| 6.        | 「大きな玉ねぎの下で 〜はるかなる想い」 | サンプラザ中野                 | 嶋田陽一       | 5:00  |
| 7.        | 「KASHIWA マイ・ラブ」                  | サンプラザ中野                 | パッパラー河合 | 4:48  |
| 8.        | 「京都マイ・ラブ」                      | サンプラザ中野・バーベＱ和佐田 | バーベＱ和佐田 | 4:34  |
| 9.        | 「青春のフレア」                        | サンプラザ中野                 | ファンキー末吉 | 6:18  |
| 10.       | 「涙2（LOVEヴァージョン）」             | サンプラザ中野                 | パッパラー河合 | 3:52  |
| 11.       | 「勝負は時の運だから」                  | サンプラザ中野                 | パッパラー河合 | 4:14  |
| 12.       | 「短い恋」                              | サンプラザ中野                 | ファンキー末吉 | 4:33  |
| 合計時間: | 合計時間:                               | 合計時間:                      | 合計時間:      | 61:52 |